# Bienvenue dans ma bottine
Albums de Patof
Patof le roi des clowns
(1974) Itof et la ville souterraine
(1974)
Singles
1. Bienvenue dans ma bottine / Goodbye, au revoir, dasvidanie!
Sortie : Octobre 1974

Bienvenue dans ma bottine est le neuvième album de Patof, commercialisé en 1974.
Il porte le numéro de catalogue PA 49308 (C 1035/6).
Le clown Patof est un personnage de la série télévisée québécoise pour enfants Patofville, il est personnifié par Jacques Desrosiers.

## Composition
L'album est composé principalement de chansons originales, à l'exception du titre Gregor qui est une version de la chanson française Milord d'Édith Piaf. Parmi les auteurs ayant contribué à cet album figurent notamment Gilbert Chénier et Jacques Desrosiers.

## Réception
L'album fait son entrée sur les palmarès de vente en décembre 1974 sans spécification de la position atteinte.

## Encart publicitaire
En décembre, un encart publicitaire intitulé « Chantez avec Patof! » et faisant la promotion de la bd Patof en Chine est inséré dans les pochettes.

## Titres
| 1. | Goodbye, au revoir, dasvidanie! | Jacques Desrosiers, Daniel Valois                  | 3:04 |
| 2. | Quand Patof pleure              | Gilbert Chénier, M. Pilon                          | 2:45 |
| 3. | Bienvenue dans ma bottine       | Gilbert Chénier, Jacques Desrosiers, Daniel Valois | 2:16 |
| 4. | Patofleur                       | Gilbert Chénier, Daniel Valois                     | 2:27 |
| 5. | Un lion s'est échappé           | Jacques Desrosiers, Daniel Valois                  | 2:47 |

| 6.  | J'aime les animaux        | Gilbert Chénier, Denis Lepage            | 2:36 |
| 7.  | Mais non mais non         | Pete Tessier, P. Audet, B. Morin         | 2:32 |
| 8.  | Le singe de Luc           | Gilbert Chénier, Daniel Valois           | 2:28 |
| 9.  | Gregor                    | Adapt. Gilbert Chénier, Georges Moustaki | 2:10 |
| 10. | La gigue des Patofvillois | Gilbert Chénier, Daniel Valois           | 2:00 |

## Crédits
- Arr. Orch. : Denis Lepage
- Production : Yves Martin
- Promotion : Jean-Pierre Lecours
- Ingénieur du son : Pete Tessier
- Studio de son Quebec